# Westvale
Westvale és una concentració de població designada pel cens dels Estats Units a l'estat de Nova York. Segons el cens del 2000 tenia 5.166 habitants.

## Demografia
Segons el cens del 2000, Westvale tenia 5.166 habitants, 2.061 habitatges, i 1.506 famílies. La densitat de població era de 1.477,5 habitants per km².
Dels 2.061 habitatges en un 30,9% hi vivien nens de menys de 18 anys, en un 60% hi vivien parelles casades, en un 10,8% dones solteres, i en un 26,9% no eren unitats familiars. En el 24,5% dels habitatges hi vivien persones soles el 16,1% de les quals corresponia a persones de 65 anys o més que vivien soles. El nombre mitjà de persones vivint en cada habitatge era de 2,5 i el nombre mitjà de persones que vivien en cada família era de 2,98.
Per edats la població es repartia de la següent manera: un 24,3% tenia menys de 18 anys, un 4,5% entre 18 i 24, un 22,7% entre 25 i 44, un 26,5% de 45 a 60 i un 22% 65 anys o més.
L'edat mediana era de 44 anys. Per cada 100 dones de 18 o més anys hi havia 82 homes.
La renda mediana per habitatge era de 54.870 $ i la renda mediana per família de 62.071 $. Els homes tenien una renda mediana de 44.107 $ mentre que les dones 31.672 $. La renda per capita de la població era de 23.678 $. Entorn del 4,5% de les famílies i el 6% de la població estaven per davall del llindar de pobresa.